# Dea Loher
Dea Loher (Traunstein, 20 de abril de 1964) es una dramaturga y autora alemana.

## Biografía
Dea Loher nació en 1964, hija de un guardia forestal y la empleada en un tribunal. Inicialmente usó el nombre Dea como su seudónimo artístico, aunque más tarde lo cambiaría de «Andrea Beate» a su nombre actual, formalizando el trámite ante una corte.
Completados sus estudios obtiene una maestría en 1988 en filología, literatura alemana y filosofía en la Ludwig-Maximilians-Universität München.
En 1990, comenzó a estudiar "redacción escénica" en la Escuela Superior de Arte Dramático bajo la dirección de Heiner Müller y Yaak Karsunke en la Universidad de las Artes de Berlín.
Sus primeras obras se estrenaron a principios de la década de 1990 y ganó rápidamente reconocimiento como una de las dramaturgas jóvenes más importantes de su época en Alemania, haciéndose especialmente importante su aporte en la reeinvención del teatro político de fines del siglo XX, buscando de forma innovadora devolver al teatro su lugar social estimulando la reflexión y el debate.
Desde entonces ha sido galardonada con importantes premios de drama y literatura en Alemania.
Su obra traducida a varios idiomas alcanza dimensión internacional, llevadas a escena por prestigiosas compañías locales en más de 30 países, fundamentalmente europeos y latinoamericanos.
A su producción artística, Loher suma una intensa labor tanto en su país como en el extranjero dirigiendo cursos y dictado conferencias.
Desde 2013 es miembro de la Academia Alemana de Lengua y Poesía. En 2017 Loher recibió el Premio Joseph Breitbach.

## Obras

### Piezas de teatro
- Tätowierung (Tauaje) (Estreno mundial Ensemble Theater am Südstern Berlin, diciembre de 1992)
- Olgas Raum (El espacio de Olga) (Estreno mundial Ernst Deutsch Theater Hamburg, agosto de 1992)
- Leviathan (Estreno mundial Niedersächsisches Staatstheater Hannover, 1993)
- Fremdes Haus (Casa ajena) (Estreno mundial Niedersächsisches Staatstheater Hannover, 1995)
- Adam Geist (Espíritu de Adán) (Estreno mundial Niedersächsisches Staatstheater Hannover, 1998)
- Blaubart - Hoffnung der Frauen (Barbazul – La esperanza de la mujer) (Estreno mundial Bayerisches Staatsschauspiel München, 1997)
- Manhattan Medea (Estreno mundial steirischer herbst, 1999)
- Berliner Geschichte (Historia de Berlín) (Estreno mundial Niedersächsisches Staatstheater Hannover, 2000)
- Klaras Verhältnisse (Relaciones de Clara) (Estreno mundial Burgtheater Wien, 2000)
- Der dritte Sektor (El Tercer sector) (Estreno mundial Thalia Theater Hamburg, 2001)
- Magazin des Glücks (siete partes) (Estreno mundial Thalia Theater Hamburg, 2001–2002)
- Unschuld (Inocencia) (Estreno mundial Thalia Theater Hamburg, 2003)
- Das Leben auf der Praca Roosevelt (La vida en la Plaza Roosevelt) (Estreno mundial Thalia Theater Hamburg, 2004)
- Quixote in der Stadt (El Quijote em la ciudad) (Estreno mundial Thalia Theater Hamburg, 2005)
- Land ohne Worte (Un país sin palabras) (Estreno mundial Münchner Kammerspiele, 2007)
- Das letzte Feuer (El último fuego) (Estreno mundial Thalia Theater Hamburg, 2008)
- Diebe (Ladrones) (Estreno mundial Deutsches Theater Berlin, 2010)
- Am Schwarzen See (En el lago negro) (Estreno mundial Deutsches Theater Berlin, 2012)
- Gaunerstück (Estreno mundial Deutsches Theater Berlin, 2015)

Las obras de Dea Loher son publicadas por el fondo editor de autores en Frankfurt.

### Piezas radiofónicas
- Tätowierung, SFB, octubre de 1994
- Blaubart - Hoffnung der Frauen, SFB, febrero de 2000
- War Zone, BBC, noviembre de 2002
- Samurai, Licht, Die Schere, DRS, enero de 2005

### Libretos
- Licht (Luz), música de Wolfgang Böhmer, Neuköllner Oper, Berlín, 19 de agosto de 2004[10]

### Libros
- Hundskopf, Wallstein Verlag, (Historias) Göttingen 2005 ISBN 978-3-89244-865-5
- Bugatti taucht auf, Wallstein Verlag, (Novelas) Göttingen 2012 ISBN 978-3-8353-1054-4
- Sechs Stücke, Wallstein Verlag, (Recopilación) Göttingen 2018 ISBN 978-3-8353-3239-3

### Premios y distinciones
- 1991 Premio de Dramaturgia de la "Hamburger Volksbühne" por Olgas Raum
- 1992 Playwrights Award du Royal Court Theatre de Londres
- 1993 Premio del Instituto Goethe para el Patrocinio de Obras por "Tätowierung"  por la puesta em escena de Friderike Vielstich em  Theater Oberhausen
- 1993 Premio de la Fundación de Autores de Frankfurt
- 1993 y 1994 Premio de Jóvenes Dramaturgos en "Theater heute"
- 1995 Premio para el Patrocinio de Obras en Conmemoración de Schiller de Baden-Wurtemberg
- 1997 Premio Jakob Michael Reinhold Lenz de la Ciudad de Jena  por Adam Geist
- 1997 Premio Gerrit Engelke de la Ciudad de Hannover
- 1998 Premio de Dramaturgia de Mülheim por Adam Geist
- Mülheimer Theatertage 1993, 1994, 1998, 2001 y 2005
- 2005 Premio de teatro Else Lasker-Schüler del Pfalztheater Kaiserslautern por su obra completa
- 2006 Premio Bertolt Brecht de la ciudad de Augsbourg
- 2008 Premio de la obra dramática Mülheimer Dramatikerpreis por Das letzte Feuer
- 2008 Distinction "Pieza del año" por Das letzte Feuer, elegidido por el jurado de la revista especializada Theater Heute
- 2009 Premio literario de Berlín de la fundación Preußische Seehandlung, dotado de 30 000 euros.
- 2009 Nominación profesor invitado a la Cátedra Heiner Müller de Poética germánica del Instituto Peter Szondi de Literatura General y Comparada de la Universidad Libre de Berlín
- 2009 PremioMarieluise Fleißer
- 2011 Premio del International Theaterinstitut à Berlin, destinado a autores de habla alemana con una importante influencia internacional
- 2013 Premio de Teatro Ludwig Mülheims
- 2014 Premio Stadtschreiber von Bergen
- 2017 Premio Joseph-Breitbach-Preis de la Akademie der Wissenschaften und der Literatur Mainz y la Fundación Joseph Breitbach.